# 빌 알렌
빌 알렌(Bill Allen, 1962년 11월 7일 ~ )은 미국의 배우, 텔레비전 배우이다.
위치토에서 태어났다.

## 영화
- 마이 원 앤 온리 (2009년)
- 브라더스 (2009년)
- 애스트로넛 파머 (2007년)
- 위험한 거래 (1994년)